# Tony Felloni
Anthony "Tony" Felloni (nacido Anthony Carroll, Dublín, 1943 - Dublín, 22 de abril de 2024) fue un traficante de heroína, proxeneta y delincuente profesional irlandés. Se convirtió en una figura odiada en los años 1980 y 1990, culpado de "inundar" Dublín de heroína y crear la primera generación de la ciudad de "drogadictos".

## Primeros años
Felloni nació en Dublín en 1943 de la relación de Renaldo Felloni (un inmigrante italiano) y una tal señorita Carroll. Como los padres no estaban casados, constó en el registro con el apellido de la madre, llamándole Anthony Carroll.
Carroll adoptó el apellido de su padre en 1959, y se casó con Anne Marie Flynn en 1969.

## Carrera criminal
Carroll empezó como chantajista; seducía a jóvenes impresionables de las áreas rurales y las obligaba a posar para fotografías desnudas, amenazándolas con enviar las fotos a sus padres si no le pagaban. Más tarde empezó  a forzar a las mujeres a la prostitución; en 1964 fue condenado por "procurar chicas jóvenes para propósitos inmorales". En la década de 1970 se dedicó al robo.
En 1980 Felloni se mudó a Gran Bretaña y empezó a trabajar en el creciente tráfico de drogas; fue arrestado en Surrey en 1981 y encarcelado durante cuatro años por conspiración para importar heroína. Regresó a Dublín y fue otra vez encarcelado en 1986 por tráfico de heroína, recibiendo una sentencia de diez años. Felloni fue puesto en libertad condicional en 1993.
En las décadas de 1980 y 90 fue uno de los mayores proveedores de heroína de Dublín, tras usurpar el puesto a Larry Dunne como el principal traficante de la ciudad. Sus hijos trabajaron como mensajeros y catadores, y muchos de ellos fueron encarcelados más tarde. Ali Bracken reclamó en el Sunday Tribune que "reclutó a sus hijos para que lo ayudaran a vender heroína cuando eran solo adolescentes y les animó a experimentar con la droga para poder controlarlos."
En junio de 1996 Felloni fue condenado a veinte años de prisión por tráfico de heroína. En 1998 se le incautaron bienes por más de 400,000 libras irlandesas; se estimó que Felloni había ganado 875,000 libras irlandesas con el tráfico de drogas desde 1988.
En 1998, Paul Reynolds publicó King Scum: The Life and Crimes of Tony Felloni, un libro superventas sobre Felloni y su carrera criminal.
En 2010, la Garda Síochána incautó otros 500,000 euros a la familia. Felloni fue liberado en enero de 2011 tras cumplir catorce años de prisión; con 67 años y enfermo de sida, no se esperaba que volviera a delinquir.

## Vida personal
La esposa de Felloni era hermana del político dublinés Mannix Flynn. Tuvo seis hijos con su mujer y dos más con una amante. La mayoría de sus hijos formaban parte de su red criminal, muchos de ellos desarrollaron adicción a la heroína y VIH. Felloni también abusó físicamente de Anne Marie, siendo condenado tres veces por agredirla.